# Курто-кха
Курто-кха (дзонг-кэ ཀུར་ཏོ་པ་ཁ་, вайли Kur-to-pa kha) — восточно-бодский язык, на котором говорят в восточном Бутане, в гевоге Курто и в дзонгхаге Лхунце. Согласно данным 2011 года, 15,000 человек используют этот язык как родной.  

## Родственные языки
Исторически курто-кха и его носители имели тесный контакт с носителями языков бумтанг, нупби-кха и кхенг-кха, близлежащих языков центрального и восточного Бутана до такой степени, что их можно рассматривать как часть более широкой коллекции «языков бумтанг».